# Solenopsis major
Solenopsis major är en myrart som beskrevs av Théobald 1937. Solenopsis major ingår i släktet eldmyror, och familjen myror. Inga underarter finns listade i Catalogue of Life.